# Goleam Izvor, Razgrad
Goleam Izvor (în bulgară Голям Извор) este un sat în comuna Samuil, regiunea Razgrad,  Bulgaria. 

## Demografie
Componența etnică a satului Goleam Izvor
     Romi (22,96%)
     Turci (10,92%)
     Bulgari (42,01%)
     Nicio identificare (7,28%)
     Altele (16,8%)
La recensământul din 2011, populația satului Goleam Izvor era de 357 locuitori. Nu există o etnie majoritară, locuitorii fiind bulgari (42,01%), romi (22,96%) și turci (10,92%). Pentru 7,28% din locuitori nu este cunoscută apartenența etnică.